# Jacques Thomas de Pange
Pour les articles homonymes, voir Pange.
Marie-Jacques Thomas Songis de Pange, marquis de Pange, né le 29 août 1770 à Paris, mort le 2 octobre 1850 au château de Pange (Moselle), est un général et homme politique français de la Révolution et de l’Empire.

## États de service
Frère de Louis de Pange et de François de Pange, il est le seul de sa fratrie à survivre à  la révolution.
Il entre en service en 1786, dans les gendarmes de la Garde du roi, il passe sous-lieutenant en 1787, au régiment de hussards de Bercheny, dont le propriétaire est un parent, et il y devient capitaine en 1789. Il émigre en 1791, et il fait les campagnes de 1792 et 1793, dans l'armée des princes, en Champagne et en Allemagne, en qualité de capitaine au régiment de Rohan. En 1794 et en 1795, il combat en Hollande, et il quitte le service en 1795.
De retour en France sous le Consulat, il devient chambellan de l'empereur, puis en 1812, il reprend du service comme colonel de la garde d’honneur du département de la Moselle. Le 7 avril 1813, il est nommé colonel major du 2e régiment de gardes d'honneur, et il participe à la tête de son unité aux campagnes de Saxe en 1813, et de France en 1814. Il se distingue particulièrement aux batailles de Leipzig du 16 au 19 octobre 1813, et de Hanau les 30 et 31 octobre suivants.
Lors de la première restauration, il est nommé lieutenant le 1er juillet 1814, de la 2e compagnie des mousquetaires de la Garde du roi Louis XVIII, et le 23 août 1814, il est promu maréchal de camp. Pendant les Cent-Jours, il ne joue aucun rôle, et se retire à la campagne.
Le 8 août 1815, il reprend du service comme commandant du département de l’Ardèche, et le 5 mai 1816, il passe à celui du Gard. Il héberge un temps le graveur François Aubertin. Le 12 novembre 1817, il prend le commandement de la subdivision composée des départements du Gard, de la Lozère, et de l’Ardèche. Il est créé pair de France le 5 mars 1819 et président du collège électoral du Gard en 1820. En 1823, il est employé dans la 3e division militaire. Il est admis à la retraite le 12 avril 1848.
Il meurt le 2 octobre 1850, au château de Pange.

## Distinctions
- Comte de l’Empire le 22 octobre 1810 ;
- Baron-Pair le 2 août 1822.
- Légion d’honneur
  - Chevalier de la Légion d’honneur le 29 novembre 1813 ;
  - Officier de la Légion d’honneur le 18 mai 1820 ;
  - Commandeur de la Légion d’honneur le 1er mai 1821 ;
  - Grand officier de la Légion d’honneur le 30 mai 1837 ;
- Chevalier de Saint-Louis en 1814.

## Famille
Il épouse en 1809 Elisabeth de Caraman-Chimay.
Sa fille Marie-Louise-Charlotte (4 novembre 1816 - 4 novembre 1850) épouse Septime de Faÿ de La Tour-Maubourg (21 juillet 1801 - 18 avril 1845), maître des requêtes au Conseil d'État, ambassadeur et pair de France.

## Armoiries
| Figure | Nom du comte et blasonnement |
| ------ | --- |
|        | Armes du comte Marie-Jacques Thomas Songis de Pange et de l’Empire, décret du 15 août 1810, lettres patentes du 22 octobre 1810, grand officier de la Légion d'honneur D’argent au chevron d’azur, chargé à dextre d’une épée d’argent, montée d’or, et, à senestre, d’un roseau d’or et accompagné de trois étoiles de gueules, 2.1 ; au comble du même chargé d’une croix d’argent ; au franc quartier brochant des comtes officiers de la maison de l’empereur. |

## Sources
1. ↑  Pierre Jacques Goetghebuer, « Le graveur Aubertin », in: Annales de la Société royale des Beaux-Arts et de littérature de Gand, IV (1851-1852), p. 345-347 — lire en ligne.

- Pierre Jullien de Courcelles, Dictionnaire historique et biographique des généraux français : depuis le onzième siècle jusqu'en 1822, Tome 8, l’Auteur, 1823, 459 p. (lire en ligne), p. 251.
- « Cote LH/2042/35 », base Léonore, ministère français de la Culture
- Alex Mazas, Histoire de l'ordre royal et Militaire de Saint-Louis depuis son institution, jusqu'en 1830, Tome 3, Firmin Didot frère, Paris, 1860, p. 91.
- Marie-Jacques Thomas, marquis de Pange sur roglo.eu
- Côte S.H.A.T.: 8 YD 1753
- Vicomte Révérend, Armorial du premier empire, tome 4, Honoré Champion, libraire, Paris, 1897, p. 306.
- Nicolas Viton de Saint Allais, L’ordre de Malte, ses grands maitres et ses chevaliers, imprimerie Panckoucke, Paris, 1839, p. 332
- « La noblesse d’Empire » (consulté le 24 septembre 2015)
- « Pange (Marie-Jacques Thomas, marquis de) », dans Adolphe Robert et Gaston Cougny, Dictionnaire des parlementaires français, Edgar Bourloton, 1889-1891 [détail de l’édition]